# مقاطعة بورليغ (داكوتا الشمالية)
بورليغ (بالإنجليزية: Burleigh)‏ هي إحدى مقاطعات ولاية داكوتا الشمالية في الولايات المتحدة الأمريكية.